# Barbaras Rhabarberbar
Barbaras Rhabarberbar ist ein Zungenbrecher unbekannter Herkunft. Im Jahr 2023 veröffentlichten Bodo Wartke und Marti Fischer ein Raplied mit diesem Titel, auf dem Album Zungenbrecher 4.0 – Staffel 4. Das dazugehörige Musikvideo, das am 18. Dezember 2023 erschien, entwickelte sich zu einem Internetphänomen und erzielte über 50 Millionen Aufrufe auf TikTok.

## Entstehung
Das Wortspiel Rhabarber-Barbara existiert seit längerer Zeit in unterschiedlichen Varianten. So wurde bereits bei Ausgrabungen in Pompeji die pseudolateinische Wandinschrift „barbara barbaribus barbabant barbara barbis“ gefunden. Deren genaue Bedeutung ist unklar, kann aber sinngemäß mit „Barbara wurde von Barbaren mit Bärten barbarisiert“ übersetzt werden.
Eine frühe Erwähnung des Wortspiels ist in einem Artikel in der Neuen Oberhausener Zeitung vom 25. Juni 1915 zu finden, in dem Zerstörer von Rhabarberblättern als „Rhabarberbarbaren“ bezeichnet werden, zudem ist von „Rhabarberbarbarismus“ und „Rhabarberbarbarei“ die Rede.
In den frühen 2000er-Jahren – nachweislich spätestens 2006 – kursierte online eine animierte Kurzgeschichte mit dem Zungenbrecher „Rhabarberbarbarabarbarbarenbartbarbierbierbarbärbel“, produziert von Waterstrat Productions. Im Jahr 2013 veröffentlichte michymedia (Michelle Winter) eine neu vertonte und animierte Version mit identischen Inhalt auf YouTube.

### Niederländische Versionen
Eine frühe niederländische Version des Zungenbrechers, unter dem Titel rabarberbarbarabarbarbierbarbaren, findet sich in „Binnenspel“, einem niederländischen Buch mit Kinderspielen von 1935. 1981 erschien der Zungenbrecher als Barbararabarberbararabierenbarbarenbaardenbarbier in Opperlandse taal- & letterkunde, einem Wortspielbuch des niederländischen Autors Hugo Brandt Corstius. Brandt Corstius erinnert sich, den Zungenbrecher vor dem Zweiten Weltkrieg in einer Comedy-Nummer des Kabarettisten Chiel de Boer gehört zu haben. Ein Artikel mit Rhabarberrezepten aus dem Jahr 1950 im niederländischen Magazin Libelle erwähnt den Zungenbrecher in der Einleitung. Ein Artikel in der niederländischen Zeitung Het Parool aus dem Jahr 1954 erwähnt den Zungenbrecher und schreibt, es handele sich ursprünglich um einen amerikanischen Witz. 1991 veröffentlichte der niederländische Cartoonist Evert Geradts eine Comic-Folge von Daniel Düsentrieb, die auf der Geschichte basierte.

## Linguistische Anmerkungen
Der Zungenbrecher macht es sich zunutze, dass die Komposition von Wörtern im Deutschen und Niederländischen zu langen Wörtern führen kann, bei denen mehrere einzelne Wörter ohne Zwischenraum zu einem einzigen langen Wort zusammengefasst werden.
Die Wörter „Barbara“, „Rhabarber“ und „Barbar“ stammen etymologisch vom altgriechischen βάρβαρος bárbaros ab, das ursprünglich „fremdsprachig“ oder „stammelnd“ bedeutete. Es wurde zur Bezeichnung von Menschen verwendet, deren Sprache als unverständlich empfunden wurde. Das Wort „Rhabarber“ enthält zusätzlich die Silbe „Rha-“, die auf das altgriechische ῥῆον rhêon zurückgeht, eine Bezeichnung für die Rhabarberpflanze. Diese leitet sich wiederum von Ῥᾶ Rha, dem antiken Namen für die Wolga, ab. Zusammengesetzt bedeutet „Rhabarber“ demnach sinngemäß „fremdländischer Rhabarber“.
Das Substantiv „Bar“ hingegen stammt aus dem Englischen und gelangte über das Französische barre ins Deutsche. Es bezeichnete ursprünglich einen Querbalken oder eine Schranke, wie sie beispielsweise zur Trennung zwischen Schankraum und Gastraum verwendet wurde. Der Begriff „Barbier“ wurde ebenfalls aus dem Französischen (barbier) ins Deutsche übernommen und geht auf das lateinische barba („Bart“) zurück.

## Wartkes und Fischers Version

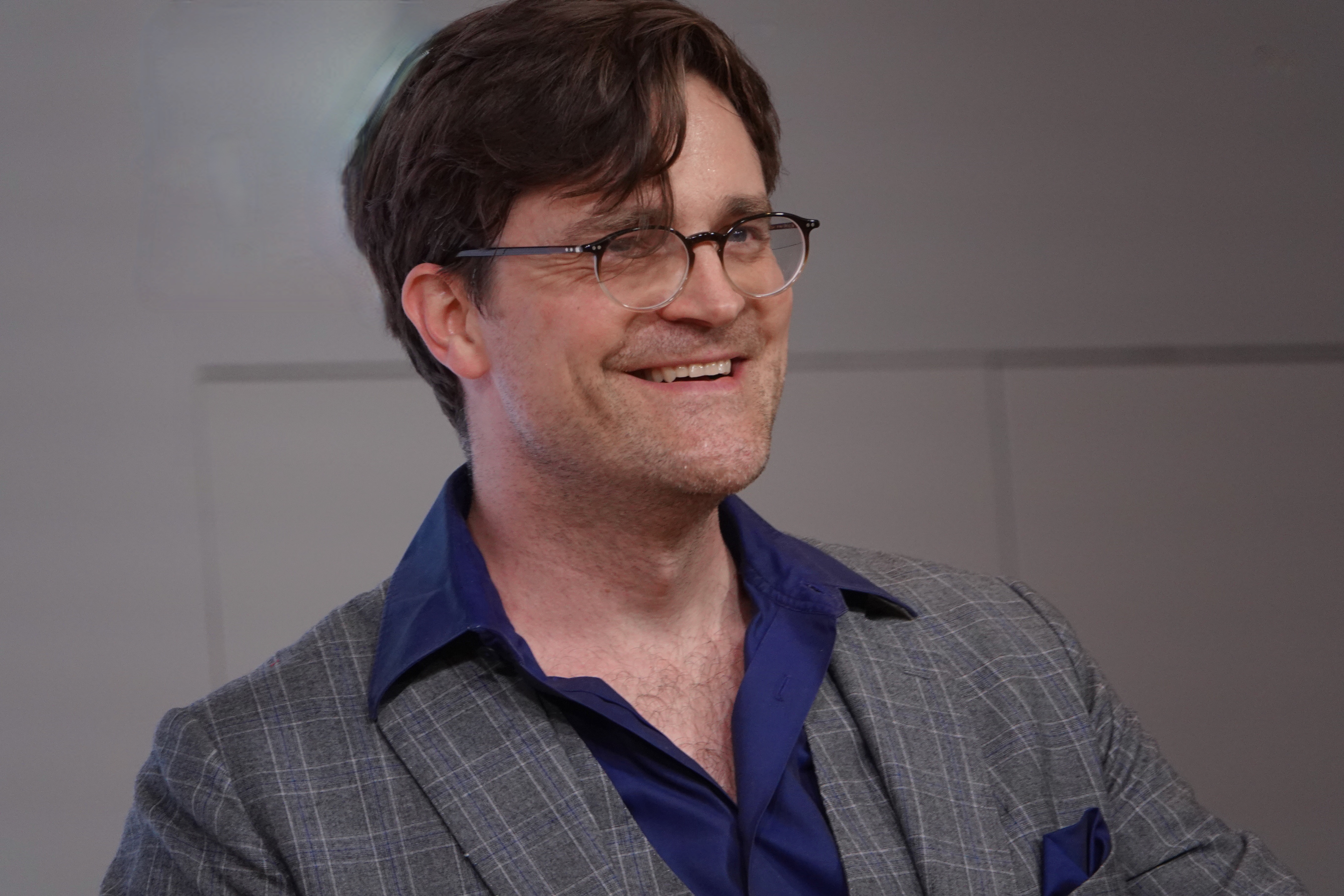
Bodo Wartke, Laudator beim Ernst-Hoferichter-Preis 2022

Der Song und das dazugehörige Musikvideo wurden im Dezember 2023 von dem Kabarettisten Bodo Wartke und dem Musikproduzenten Marti Fischer entwickelt. Wartke hatte die Idee, einen humorvollen, rapähnlichen Song und ein Video auf der Grundlage des Zungenbrechers zu machen. Während Fischer die Musik schrieb, dichtete Wartke den Text. Die New York Times berichtete, dass das Video in einigen Streaming-Musikcharts kurzzeitig vor Beyoncé rangierte. Die in zwei Videos unterteilte TikTok-Version hat bereits 55,5 Millionen Aufrufe für Teil 1 und 6,8 Millionen Aufrufe für Teil 2 erzielt. Die Tanzversion konnte über 50 Millionen Aufrufe bei TikTok generieren. Das YouTube-Video hat über 11 Millionen Aufrufe erreicht.
Der Text beschreibt Barbara, die in einer kleinen Stadt lebt und einen außergewöhnlichen Rhabarberkuchen backt. Sie eröffnet eine Bar, um den Kuchen zu servieren. Drei Barbaren in der Stadt lieben den Kuchen – zusammen mit dem Bier – so sehr, dass sie jeden Tag in die Bar kommen. Sie hören auf, sich barbarisch zu verhalten, und gehen zu einem Barbier, der sie rasiert.
Die zwei Australierinnen Stephanie und Christina veröffentlichten auf TikTok ein Video, in dem sie zu dem Lied tanzen, das über 15 Millionen Aufrufe erhielt. Nachdem mehrere andere Tanzversionen von anderen Personen erstellt wurden, veröffentlichten Wartke und Fischer ihre eigene Tanzversion.

### Fortsetzung
Am 17. Mai 2024 veröffentlichten Bodo Wartke und Marti Fischer einen zweiten Teil ihres Songs. Dieser erreichte über 22 Millionen Aufrufe auf TikTok und 2,3 Millionen Aufrufe bei YouTube. (Stand: 25. Juli 2024.)